# Матільда-Франциска Аннеке
Матільда-Франциска Аннеке  (нім. Anneke Mathilde Franziska; 3 квітня 1817 — 25 листопада 1884) — німецька письменниця і журналістка соціалістичного спрямування. Як феміністка була однією з лідерок жіночого руху в США.

## Ранні роки

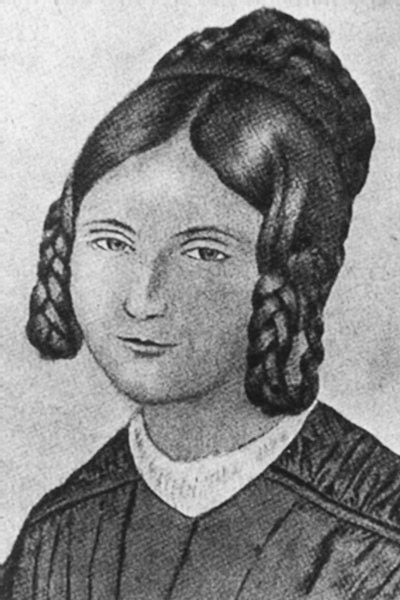
Матильда-Франциска Аннеке

Народилася в Гіддінсгаузені (Hiddinghausen), тепер частина міста Шпрокгофель (Sprockhövel) у гірничо-рудній Рурській області, старшою дочкою з 12 дітей багатого власника шахти Карла Гіслера та Елізабет Гюльсвіт. Освіту і виховання отрамувала в родині у традиційному католицькому дусі. Дорослою мала імпозантну зовішність — при рості 180 см була дуже миловидна. Через фінасові проблеми у родині у 19 років видана заміж із розрахунку за виноторговця Альфреда Табуілота (Alfred Tabouillot). Альфред взяв на себе борги батька Матильди, але нова родина швидко розпалася через насильство чоловіка. Матильда з новонародженою дочкою у 1837 р. повернулася до батьків. Процес розлучення тягнувся з 1838 по 1841 р. і закінчився з тим, що, хоча Матильда була визнана винною, вона отримала права повернути собі дошлюбне прізвище і залишити при собі доньку.

## Початок літературної діяльності
Оселилась у Мюнстері (Вестфалія), де виявила свою вроджену активність у літературній діяльності. Намагаючись знайти розраду у католицькій вірі, видала дві богослужбові книги для жінок. Пізніше порвала з релігією і написала католицькій молитовник для жінок під назвою «Про богів, яких створила людина для власної потреби» (Von Göttern, die der Mensch in seiner Not erschufft). У 1840 році опублікувала книгу віршів, в якій помістила власні твори та інших авторів — Фердинанда Фрейліграта (Ferdinand Freiligrath), Ніколауса Ленау (Nikolaus Lenau), лорда Байрона і Аннетт фон Дросте-Гєльсгоф (Annette von Droste-Hülshoff). Одночасно також почала працювати журналісткою в газетах, в тому числі в Kölnische Zeitung з Кельна й Allgemeine Zeitung з Аугсбурга, в той час найвідомішій газеті німецькою, для якої писав також Генріх Гейне.

## Соціалістка і феміністка у Кельні
На засіданнях демократичного клубу в Міндені познайомилася з артилерійським лейтенантом Фріцем Аннеке (Fritz Anneke), який зганьбився через відмову від дуелі і за це був звільнений з пруської армії у 1847 році. З революціних міркувань Матильда вступила з ним в шлюб.
Родина поселилася в Кельні, де вони стали центром комуністично-естетичного гуртка, з якого пізніше розвинувся Кельнський робітничий союз (Kölner Arbeiterverein). Через чоловіка Матільда Аннеке познайомилася з Карлом Марксом і Фрідріхом Енгельсом. В цілому «вожді світового прллетаріату» до Фріца Аннеке ставилися критично, але були прихильниками його харизматичної дружини.
Коли під час революції 1848 року Фріц Аннеке заарештований, Матильда заснувала в Кельні газету Neue Kölnische Zeitung, перший номер якої опублікований 10 вересня, але незабаром став жертвою цензури. Матильда Франциска намагався продовжити справу під замаскованою назвої жіночої газети, але вона теж повинна була припинити публікацію з третього випуску. Коли Карл Маркс був висланий з Кельна в 1849 році і його Нова Рейнська Газета була заборонена, він у її останньому випуску рекомендував своїм читачам слідкувати за публікаціїями Матильди Аннеке, яка приблизно в цей же час народила сина Фріца. Її чоловік був виправданий судом в сенсаційному процесі в Берліні 23 грудня 1848 р.

## На еміграції в Америці
Під час револіційних бойових дій Фріц Еннеке командував артилерією фольксверу Пфальца. За це як зрадник колишній прусський офіцер міг бути засуджений до смертної кари, тому родина мусила переховуватися і врешті-решт потрапляє в Америку. У листопаді 1849 року подружжя Аннеке прибуваює до Нью-Йорку. Вони непогано заробляють лекціями про політичний рух у Німеччині і німецьку літературу та співпрацею з німецькими газетами в Америці і Німеччині. Першого квітня 1852 р. у Мілвокі виходить перше число Frauen-Zeitung, радикальної німецької газети, створеної Матильдою Аннеке з ідеєю рівності прав жінок. Майже вся німецька преса відгукнулася на цю подію з презирством та глумом. Така реакція не стримує активність хороброї феміністки, вона продовжує в тому ж дусі. 6 грудня 1853 Матильда Франциска Аннеке вперше зустрічається з жіночою громадою в Нью-Йорку, після чого знаходить контакт з Рухом за права американської жінки (American woman's rights movement). На його конгресі в Нью-Йорку в 1853 вона виголосила одну зі своїх палких промов проти сухого закону, націоналізму, клерикалізму і гендерної нерівності. У німецьких газетах вона виступає проти рабства і підтримує аболіціоністів.
Однак родинне життя не склалося і цього разу. Незважаючи на народжених від Фріца дітей, вона розлучається, хоча це не було оформлено офіційно. Хвора не печінку, Матільда їздила на лікування до Швейцарії, де пробула кілька років. Після повернення до Америки Аннеке засновує разом з подругою Сесілією Капп Milwaukee-Töchter-Institut, навчальний заклад для німецьких дівчат, який проіснував 18 років. У 1869 році Аннеке стала однією із засновниць Wisconsin woman suffrage association, асоціації прихильниць рівності жіночих прав у Вісконсині. Цю організацію вона не раз представляла на засіданнях National woman suffrage association, організації національного рівня, і була обрана її першою віце-президенткою.
Через аварію в липні 1876 її права рука була паралізована, відтоді диктує статті і тексти виступів секретарці. Наступної осені померла її старша дочка Фанні, двоє молодших дітей померли ще в ранньому віці, успішним у житті був лише другий син Percy Shelley, доля ще однієї доньки невідома.
5 червня 1880 року Матильда Франциска Аннеке востаннє з'явилася на публіці і проголосила відому промову на конгресі жінок у Мілвокі. Через три роки вона там же померла. В урочистостях з нагоди похорону Чарльз Герман Боппе (Charles Hermann Boppe) віддав останню шану Матильді Аннеке у зворушливому надгробному слові. Її могила знаходиться на Forest Home Cemetery, Sektion 15, Block 3, Lot 2.